# سيدريك كوفمان
سيدريك كوفمان (بالفرنسية: Cedric Kauffmann)‏ مواليد 1 مارس 1976، هو لاعب كرة مضرب فرنسي سابق وكان يلعب باليد اليمنى. أعلى تصنيف له في الفردي كان المركز الـ 195 في سنة 2001. أعلى تصنيف له في الزوجي كان المركز الـ 210 في سنة 2001.

## النهائيات

### الفردي: (1)
| الرقم | السنة | الدورة                      | الأرضية | المنافس في النهائي | النتيجة في النهائي |
| ----- | ----- | --------------------------- | ------- | ------------------ | ------------------ |
| 1.    | 2001  | بينجامتون، الولايات المتحدة | صلبة    | نايوم بير          | 7–5, 6–1           |

### الزوجي: (2)
| الرقم | السنة | الدورة           | الأرضية | الشريك         | المنافس في النهائي          | النتيجة في النهائي |
| ----- | ----- | ---------------- | ------- | -------------- | --------------------------- | ------------------ |
| 1.    | 2000  | أحمد آباد، الهند | صلبة    | فضل الدين سعيد | جاستن باور داميان روبرتس    | 3–6, 6–4, 6–4      |
| 2.    | 2002  | أوساكا، اليابان  | صلبة    | كارول بيك      | لورانس تيلمان جون فان لوتام | 7–5, 6–1           |